# Radostín nad Oslavou

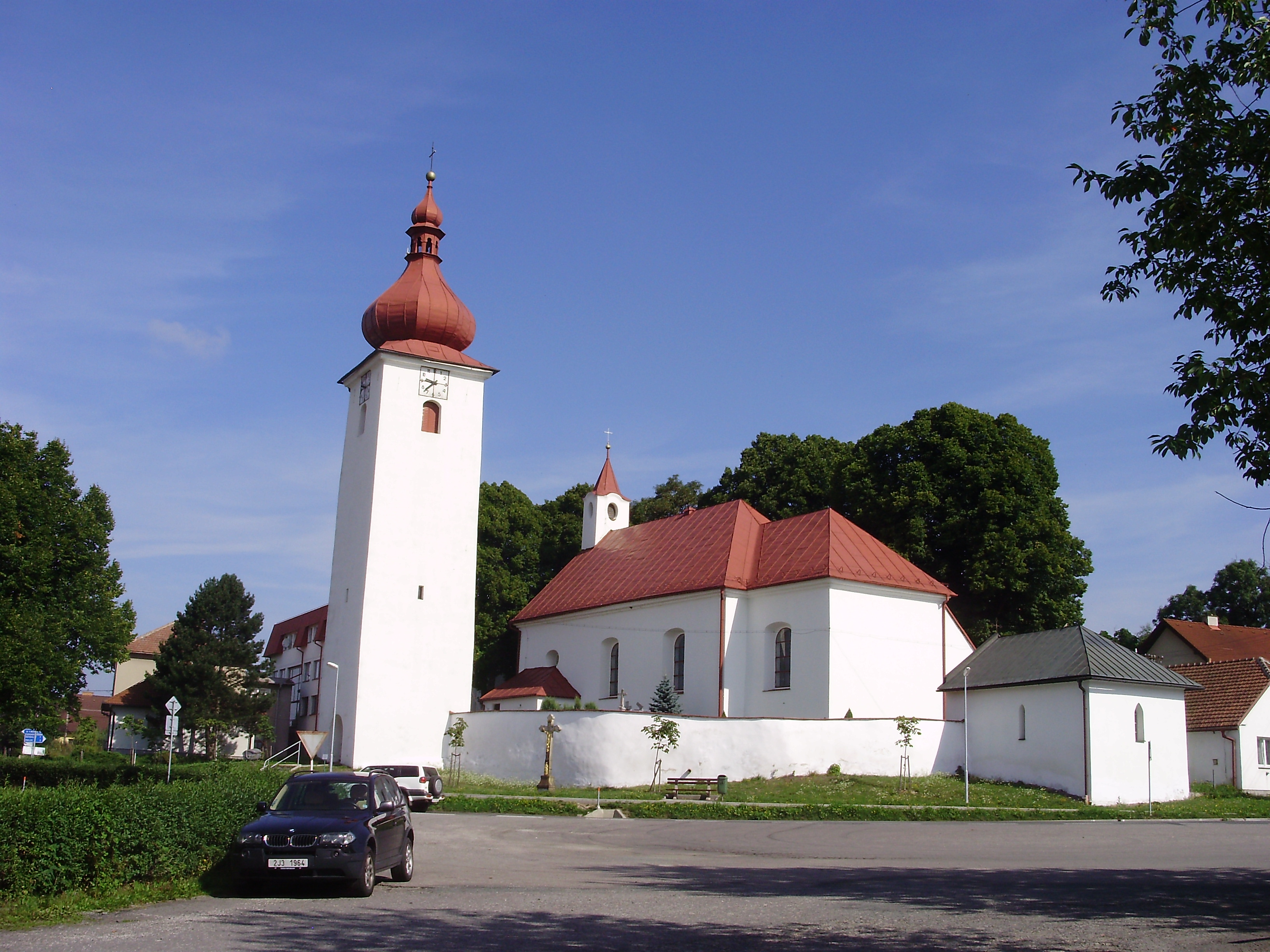
Kirche des hl. Bartholomäus

Radostín nad Oslavou, bis 1960 Radostín (deutsch Radostin) ist eine Minderstadt in Tschechien. Sie liegt zwölf Kilometer nordwestlich von Velké Meziříčí und gehört zum Okres Žďár nad Sázavou.

## Geographie
Radostín nad Oslavou befindet sich in der zur Böhmisch-Mährischen Höhe gehörigen Křižanovská vrchovina (Krischanauer Bergland) an der Einmündung des Baches Znětínský potok in die Oslava. Durch den Ort führt die Staatsstraße II/354 zwischen Ostrov nad Oslavou und Velké Meziříčí. Nordwestlich erheben sich der Šibeniční vrch (560 m n.m.) und der Holý vrch (567 m n.m.).  
Nachbarorte sind Sazomín und Ostrov nad Oslavou im Norden, Hodíškov und Suky im Nordosten, Laštovičky und Rousměrov im Osten, Kněževes und Krásněves im Südosten, Vrbův Mlýn, Záseka und Zahradiště im Süden, Pavlov im Südwesten, Starý Telečkov und Znětínek im Westen sowie Pokojov und Kotlasy im Nordwesten. 

## Geschichte
Radostín gehörte vor 1350 den Herren von Tasov. Jan von Tasov überließ 1350 seiner Schwester Anna von Konice einen Teil seiner Güter. Erstmals urkundlich erwähnt wurde Radostín im Jahre 1365 als Städtchen. Anna von Konice verkaufte Radostín 1366 anteilig an Jan von Meziříčí und Václav von Myslibořice. Die Herren von Meziříčí kauften 1390 Zikmund von Myslibořice seinen Anteil ab. Nachfolgend blieb das Gut Radostín bis zur Mitte des 19. Jahrhunderts immer mit der Herrschaft Groß Meseritsch verbunden. 1748 brannte das Rathaus ab, dabei gingen die alten Stadtbücher verloren.
Nach der Aufhebung der Patrimonialherrschaften bildete Radostín ab 1850 mit den Ortsteilen Kněževes, Krásněves und Zahradiště eine Gemeinde im Gerichtsbezirk Groß Meseritsch. 1857 wurde beim Brand des Pfarrhauses auch das Pfarrarchiv vernichtet. Ab 1862 gehörte die Gemeinde zum neu gebildeten politischen Bezirk Groß Meseritsch.  Kněževes und Krásněves lösten sich zum Ende des 19. Jahrhunderts von Radostín los und bildeten eigene Gemeinden. 1913 wurde bei Holzfällarbeiten in den herrschaftlichen Wäldern unter einem mächtigen Baumstumpf an der ehemaligen Ziegelei ein Silberkasten mit einem Münzschatz ausgegraben; da die jüngsten der Münzen von 1620 stammen, wird angenommen, dass der Schatz vom Besitzer der Feste Ostrov, Tomáš Soběhrd von Kozlov, dessen Besitz nach der Schlacht am Weißen Berg wegen seiner Teilnahme am Ständeaufstand konfisziert wurde, vergraben worden ist. 
Nach der Aufhebung des Okres Velké Meziříčí wurde die Gemeinde Radostín 1961 dem Okres Žďár nad Sázavou zugeordnet; zugleich erhielt der Ort zur Unterscheidung zur anderen Gemeinde Radostín den Namenszusatz nad Oslavou. Zwischen 1981 und 1990 war Krásněves erneut eingemeindet.
Am 16. Juni 2020 wurde Radostín nad Oslavou zum Městys erhoben.

## Gemeindegliederung
Die Minderstadt Radostín nad Oslavou besteht aus den Ortsteilen Radostín nad Oslavou (Radostin) und Zahradiště (Sachradischt), die zugleich auch Katastralbezirke bilden.

## Sehenswürdigkeiten
- Kirche des hl. Bartholomäus mit frei stehendem Glockenturm
- Schloss Zahradiště, es befindet sich in einem baufälligen Zustand und ist unzugänglich
- Drei Kreuze am Šibeniční vrch